# S.T. Joshi
S.T. Joshi (w pełnym brzmieniu Sunand Tryambak Joshi; ur. 1958 w Pune) – amerykański krytyk literacki i wydawca fantastyki hinduskiego pochodzenia, znany z analiz literatury fantasy oraz weird fiction.